# Poslednie dni Pompei
Poslednie dni Pompei (Последние дни Помпеи) è un film del 1972 diretto da Iosif Solomonovič Šapiro.

## Trama
Un gruppo circense è in tournée nella località turistica. Vedendo manifesti luminosi, la gente compra volentieri i biglietti. Ma i numeri sono così noiosi che non tutti gli spettatori possono sedere fino alla fine. Per un tentativo di andarsene tranquillamente durante un discorso, un giovane viene portato alla polizia. Decide di vendicarsi del leader dell'ensemble e scoprire allo stesso tempo da dove viene questa insolita squadra.